# Sal·lentins
Els salentins o sal·lentins (en llatí salentini o sallentini, en grec antic Σαλεντῖνοι) eren un poble del sud d'Itàlia que vivia a la península que forma l'extrem sud-est d'Itàlia, a la regió que els grecs anomenaven Iapígia o Messàpia i els romans Calàbria. Estrabó diu que el país, que es limitava per una línia imaginària que anava des de Tarentum fins a Brundisium era anomenat Salentina, encara que altres autors ho delimitaven de manera diferent. Probablement els salentins eren, com els calabres, una branca dels messapis. El cap a l'extrem sud de la península, modern Capo di Leuca, era conegut com a Salentinum Promontorium. Els límits que ocupaven no poden ser fixats amb precisió.
El nom de sal·lentins no apareix entre els grecs, que els incloïen entre els iapigis o els messapis. Una tradició els feia d'origen cretenc, i com altres tradicionssemblants, s'haurien originat dels cretencs que van tornar amb Idomeneu després de la guerra de Troia.
Titus Livi diu que els sal·lentins es van aliar als samnites el 306 aC i els romans van enviar el cònsol Luci Volumni Flamma Violent al seu territori i els va derrotar en diversos combats i va ocupar algunes ciutats; però probablement Livi els confon amb els peuquetis amb els quals potser estaven emparentats.
El nom de sal·lentins torna a ser esmentat a la quarta guerra samnita, quan es va unir altre cop als samnites i a Tàrent contra Roma. El cònsol Luci Emili Barbula els va derrotar a tots l'any 281 aC, ja que se sap que va celebrar un triomf per haven vençut els tarentins, els samnites i els sal·lentins, segons diuen els Fasti.
Després de la sortida de Pirros d'Itàlia i la conquesta de Tàrent per Roma, els romans no van tardar a marxar contra els sal·lentins. L'any 267 aC es va declarar la guerra contra ells i els dos cònsols, actuant conjuntament, els van sotmetre; la seva conquesta es va completar el 266 aC quan els cònsols van celebrar el triomf sobre "de messapiis sallentinisque".
Durant la Segona Guerra Púnica es van revoltar a favor d'Hanníbal però sembla que van ser sotmesos sense massa problemes. Després ja no tornen a aparèixer a la història, ni tan sols se'ls menciona entre els pobles d'Itàlia que es van aixecar a la Guerra social. però el Sallentinus ager, el territori dels sal·lentins, encara era un lloc reconegut tant per Plini el Vell com per Estrabó, i diuen que els seus habitants eren diferents que els veïns que tenien en aquell país. En temps dels longobards encara s'anomenava Regio Sallentina.
Plini el Vell els assigna les següents ciutats: Aletium, Basta, Neretum, Uxentum i Veretum. Claudi Ptolemeu dona una llista semblant. Esteve de Bizanci parla d'una ciutat de nom Sallentia, que no menciona cap altre autor.